# Matteo Badilatti
Matteo Badilatti (Poschiavo, 30 luglio 1992) è un ciclista su strada svizzero che corre per il Q36.5 Pro Cycling Team.

## Palmarès

### Strada
- 2016 (Velo Club Mendrisio, una vittoria)

Monaco-La Turbie
- 2017 (Velo Club Mendrisio, una vittoria)

Chur-Arosa
- 2023 (Q36.5 Pro Cycling Team, una vittoria)

6ª tappa Tour du Rwanda (Rubavu > Gicumbi)

## Piazzamenti

### Grandi Giri
- Giro d'Italia

2021: 34º
- Vuelta a España

2020: 109º

### Classiche monumento
- Giro di Lombardia

2020: 23º
2021: 35º

### Competizioni europee
- Campionati europei su strada

Trento 2021 - In linea Elite: 24º